# Diócesis de Alexandria
La diócesis de Alexandria o de Alexandria en Luisiana (en latín: Dioecesis Alexandrina in Louisana y en inglés: Roman Catholic Diocese of Alexandria) es una circunscripción eclesiástica de la Iglesia católica en Estados Unidos. Se trata de una diócesis latina, sufragánea de la arquidiócesis de Nueva Orleans. Desde el 21 de abril de 2020 su obispo es Robert William Marshall.

## Territorio y organización

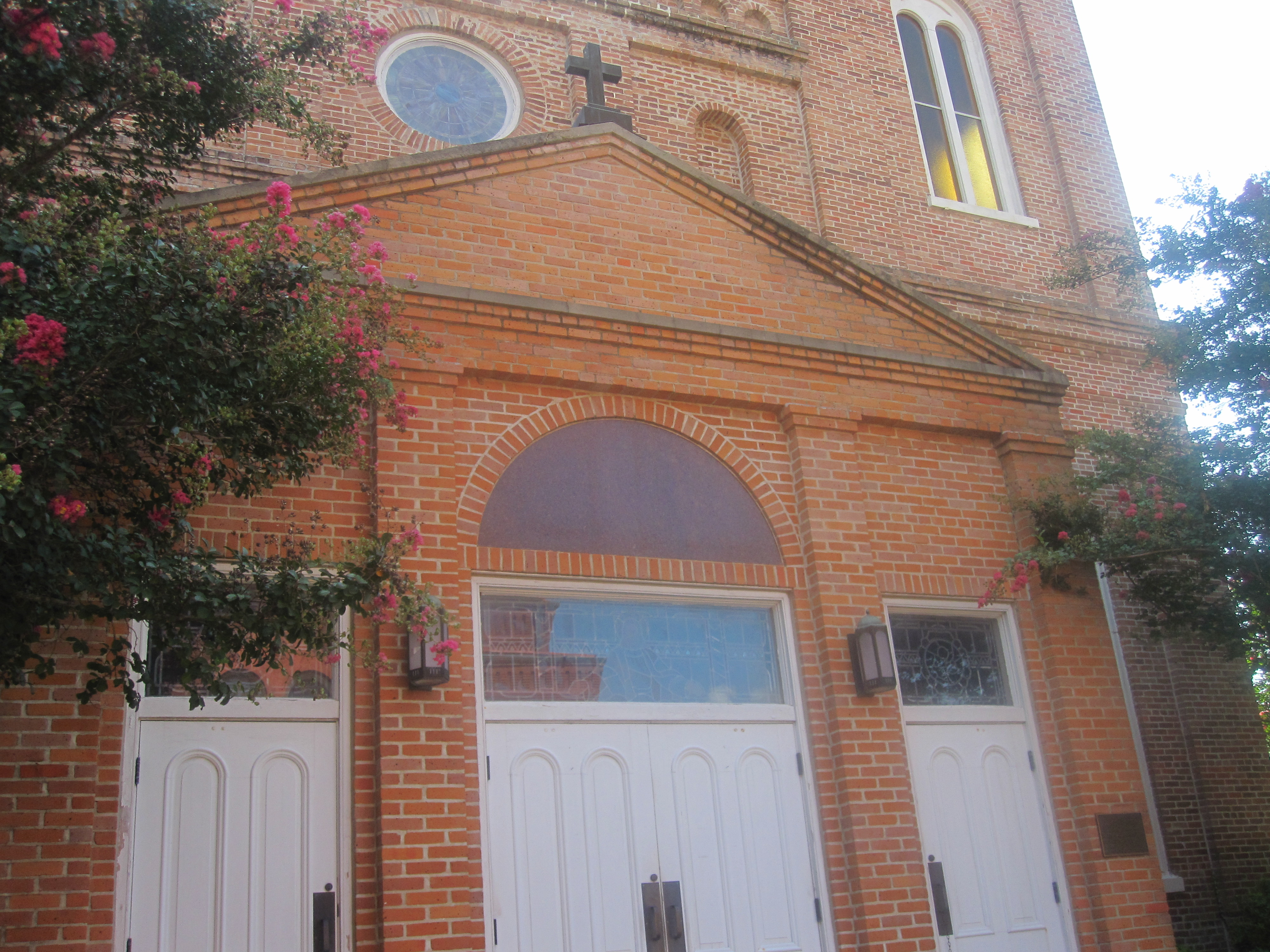
Basílica de la Inmaculada Concepción, en Natchitoches

La diócesis tiene 27 810 km² y extiende su jurisdicción sobre los fieles católicos de rito latino residentes en 13 parroquias civiles del estado de Luisiana: Avoyelles, Caldwell, Catahoula, Concordia, Franklin, Grant, La Salle, Madison, Natchitoches, Rapides, Tensas, Vernon y Winn.
La sede de la diócesis se encuentra en la ciudad de Alexandria, en donde se halla la Catedral de San Francisco Javier.  En Natchitoches se encuentra al basílica de la Inmaculada Concepción, excatedral de la diócesis de Natchitoches.
En 2022 en la diócesis existían 50 parroquias.

## Historia

### Antecedentes
El misionero franciscano español Antonio Margil de Jesús fue el primer sacerdote en ejercer su ministerio en el territorio de lo que hoy es la diócesis de Alexandria, fundado la misión de San Miguel de Linares.
Tras las hazañas militares del general español Bernardo de Gálvez, el territorio de Luisiana pasó a manos de la corona española en 1779. En 1793 se erigió la diócesis de Nueva Orleans y las Dos Floridas (hoy arquidiócesis de Nueva Orleans). En 1803 la Compra de Luisiana hizo que el territorio pasara a ser de los Estados Unidos.
En 1852 los padres del Primer Concilio de Baltimore recomendaron a la Santa Sede la división de la arquidiócesis de Nueva Orleans y la erección de la diócesis de Natchitoches. La diócesis de Natchitoches fue erigida el 29 de julio de 1853 por el papa Pío IX.

### Sede en Alexandria
El obispo Cornelius Van de Ven fue a Roma en 1910 y solicitó al papa Pío X el traslado de la sede del inaccesible pueblo de Natchitoches a la progresista ciudad de Alexandria, un centro ferroviario con una gran población católica. En 6 de agosto de 1910 mediante un decreto de la Congregación Consistorial la diócesis fue suprimida y trasladada con el nombre de diócesis de Alexandria.
El 18 de octubre de 1976 mediante el decreto In dioecesis de la Congregación para la Evangelización de los Pueblos asumió el nombre de diócesis de Alexandria-Shreveport.
El 16 de julio de 1986 la diócesis se dividió, dando lugar a la actual diócesis de Alexandria y a la diócesis de Shreveport mediante la bula Pro grege del papa Juan Pablo II.

## Estadísticas
Según el Anuario Pontificio 2023 la diócesis tenía a fines de 2022 un total de 36 804 fieles bautizados.
| Año                                                                             | Población            | Población | Población      | Sacerdotes | Sacerdotes    | Sacerdotes    | Bautizados por sacerdote | Diáconos permanentes | Religiosos | Religiosos | Parroquias |
| Año                                                                             | Bautizados católicos | Total     | % de católicos | Total      | Clero secular | Clero regular | Bautizados por sacerdote | Diáconos permanentes | Varones    | Mujeres    | Parroquias |
| ------------------------------------------------------------------------------- | -------------------- | --------- | -------------- | ---------- | ------------- | ------------- | ------------------------ | -------------------- | ---------- | ---------- | ---------- |
| 1918                                                                            | 39 739               |           |                | 39         | 28            | 11            | 1018                     |                      |            |            | 79         |
| 1928                                                                            | 47 500               |           |                | 42         | 26            | 16            | 1130                     |                      |            |            | 80         |
| 1950                                                                            | 52 481               | 900 000   | 5.8            | 125        | 65            | 60            | 419                      |                      | 52         | 305        | 95         |
| 1959                                                                            | 76 920               | 906 736   | 8.5            | 178        | 121           | 57            | 432                      |                      | 57         | 413        | 78         |
| 1966                                                                            | 91 859               | 1 009 860 | 9.1            | 186        | 130           | 56            | 493                      |                      | 27         | 352        | 87         |
| 1970                                                                            | 43 451               | 1 015 891 | 4.3            | 165        | 112           | 53            | 263                      |                      | 71         | 279        | 84         |
| 1976                                                                            | 73 500               | 1 083 132 | 6.8            | 140        | 98            | 42            | 525                      |                      | 53         | 221        | 85         |
| 1980                                                                            | 83 432               | 1 130 000 | 7.4            | 143        | 101           | 42            | 583                      | 1                    | 55         | 226        | 82         |
| 1990                                                                            | 48 050               | 423 400   | 11.3           | 69         | 54            | 15            | 696                      | 10                   | 19         | 67         | 48         |
| 1999                                                                            | 48 050               | 401 211   | 12.0           | 82         | 66            | 16            | 585                      | 6                    | 3          | 64         | 48         |
| 2000                                                                            | 48 050               | 401 211   | 12.0           | 74         | 59            | 15            | 649                      |                      | 18         | 56         | 49         |
| 2001                                                                            | 49 050               | 401 211   | 12.2           | 71         | 57            | 14            | 690                      | 5                    | 17         | 49         | 47         |
| 2002                                                                            | 47 321               | 392 639   | 12.1           | 73         | 61            | 12            | 648                      | 5                    | 16         | 49         | 48         |
| 2003                                                                            | 48 050               | 389 970   | 12.3           | 69         | 57            | 12            | 696                      | 5                    | 16         | 48         | 48         |
| 2004                                                                            | 48 050               | 392 639   | 12.2           | 74         | 60            | 14            | 649                      | 5                    | 18         | 39         | 48         |
| 2006                                                                            | 48 050               | 388 903   | 12.4           | 72         | 58            | 14            | 667                      | 6                    | 18         | 39         | 48         |
| 2012                                                                            | 44 600               | 395 600   | 11.3           | 84         | 71            | 13            | 530                      | 6                    | 17         | 31         | 50         |
| 2015                                                                            | 36 669               | 383 421   | 9.6            | 74         | 61            | 13            | 495                      | 18                   | 17         | 23         | 50         |
| 2018                                                                            | 35 199               | 367 579   | 9.6            | 78         | 71            | 7             | 451                      | 15                   | 10         | 20         | 50         |
| 2020                                                                            | 35 968               | 389 675   | 9.2            | 69         | 64            | 5             | 521                      | 23                   | 8          | 16         | 50         |
| 2022                                                                            | 36 804               | 370 861   | 9.9            | 68         | 65            | 3             | 541                      | 22                   | 5          | 15         | 50         |
| Fuente: Catholic-Hierarchy, que a su vez toma los datos del Anuario Pontificio. |                      |           |                |            |               |               |                          |                      |            |            |            |

## Episcopologio

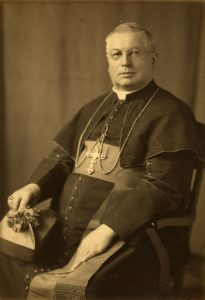
Cornelius Van de Ven, primer obispo de Alexandria

- Cornelius Van de Ven † (6 de agosto de 1910-8 de mayo de 1932 falleció)
- Daniel Francis Desmond † (16 de diciembre de 1932-11 de septiembre de 1945 falleció)
- Charles Pasquale Greco † (15 de enero de 1946-10 de mayo de 1973 retirado)
- Lawrence Preston Joseph Graves † (10 de mayo de 1973-20 de julio de 1982 renunció)
- William Benedict Friend † (17 de noviembre de 1982-16 de junio de 1986 nombrado obispo de Shreveport)
- John Clement Favalora (16 de junio de 1986-14 de marzo de 1989 nombrado obispo de San Petersburgo)
- Sam Gallip Jacobs (1 de julio de 1989-1 de agosto de 2003 nombrado obispo de Houma-Thibodaux)
- Ronald Paul Herzog † (4 de noviembre de 2004-2 de febrero de 2017 renunció)
- David Prescott Talley (2 de febrero de 2017 por sucesión-5 de marzo de 2019 nombrado obispo de Memphis)[nota 1]
- Robert William Marshall, desde el 21 de abril de 2020